# New Florence (Missouri)
New Florence é uma cidade localizada no estado americano de Missouri, no Condado de Montgomery.

## Demografia
Segundo o censo americano de 2000, a sua população era de 764 habitantes.
Em 2006, foi estimada uma população de 774, um aumento de 10 (1.3%).

## Geografia
De acordo com o United States Census Bureau tem uma área de
4,2 km², dos quais 4,2 km² cobertos por terra e 0,0 km² cobertos por água. New Florence localiza-se a aproximadamente 266 m acima do nível do mar.

## Localidades na vizinhança
O diagrama seguinte representa as localidades num raio de 20 km ao redor de New Florence.